# 東北大学大学院法学研究科・法学部
東北大学大学院法学研究科（とうほくだいがくだいがくいんほうがくけんきゅうか、英称:Graduate School of Law, Tohoku University）は、東北大学大学院に設置される研究科の一つである。また、東北大学法学部（とうほくだいがくほうがくぶ、英称:School of Law, Tohoku University）は、東北大学に設置される学部の一つである。

## 概要
1922年に設立された東北帝国大学法文学部を前身とし、1947年に新制東北大学法文学部となった。1949年法文学部が法学部、経済学部、文学部に分かれ、東北大学法学部が成立した。
法学部には法学科1学科のみが置かれている。大学院法学研究科には法科大学院である総合法制専攻、公共政策大学院である公共法政策専攻、研究大学院である法政理論研究専攻の3専攻が置かれている。

## 沿革
- 1922年 - 東北帝国大学法文学部設置[1][2]。
- 1934年 - 法文学部に法科を設置[2]。
- 1947年 - 新制東北大学法文学部となる[1][2]。
- 1949年 - 法文学部が、法学部、経済学部、文学部に分かれ、法学部法律学科が成立する[1][2]。
- 1950年 - 法学部法律学科を法学部法学科に改称する[2]。
- 1953年 - 大学院法学研究科を設置し、私法学専攻・公法学専攻・基礎法学専攻の3専攻が置かれた[2]。
- 1972年 - 大学院法学研究科に政治学専攻を設置する[2]。
- 2000年 - 大学院法学研究科を大学院重点化し、総合法制専攻・公共法政策専攻・トランスナショナル法政策専攻の3専攻に改組する[2]。
- 2004年 - 大学院法学研究科を総合法制専攻・公共法政策専攻・トランスナショナル法政策専攻の3専攻に改組する[2]。
- 2006年 - トランスナショナル法政策専攻を法政理論研究専攻に改称する[2]。

## 学科
- 法学科[4]
  - 入学定員160名[5]

## 司法試験合格率
東北大学法科大学院は、司法試験合格率59.45%、全法科大学院中、第14位（平成17年-平成29年）。
令和4年度司法試験では、合格率56.25%、全法科大学院中、第5位となった。

## 著名な出身者

### 政治
- 伊藤宗一郎 - 第69代衆議院議長、元科学技術庁長官、元防衛庁長官
- 安井吉典 - 元衆議院副議長、元日本社会党副委員長
- 枝野幸男 - 立憲民主党代表、元経済産業大臣、元内閣官房長官、元行政刷新担当大臣
- 森まさこ - 法務大臣、元消費者担当大臣、元金融庁金融証券検査官
- 伊江朝雄 - 元北海道開発庁長官、元日本国有鉄道常務理事
- 秋葉賢也 - 元復興大臣、元内閣総理大臣補佐官、元厚生労働副大臣
- 阿部正俊 - 元外務副大臣、元厚生省老人保健福祉局長
- 月原茂皓 - 元国土交通副大臣、元保守党参議院国会対策委員長
- 日出英輔 - 元外務大臣政務官、元農林水産省農産園芸局長
- 佐々木紀 - 国土交通大臣政務官、元小松青年会議所理事長
- 藤本捨助- 元農商参与官、元高松高等商業学校教授
- 永井哲男 - 元衆議院議員、元釧路弁護士会会長
- 桜井茂尚 - 元衆議院議員、元千葉県教育委員会教育委員長
- 簗瀬進 - 元衆議院議員、昭和音楽大学学長
- 千葉佳男 - 元衆議院議員、元国鉄労働組合仙台地方本部教宣部長
- 青山雅幸 - 衆議院議員、弁護士
- 小山峰男 - 元参議院議員、元長野県副知事
- 中村啓一 - 元参議院議員、元北海道副知事
- 佐藤静雄 - 元参議院議員、元福島県出納長
- 栗林卓司 - 元参議院議員、元日産自動車労働組合副会長
- 水野素子 - 国民民主党東京都第16区総支部長、宇宙航空研究開発機構調査国際部参事
- 宮下宗一郎 - 青森県知事、元むつ市長、元国土交通省建設業課課長補佐
- 蓮池公咲 - 元秋田県知事、元東北興業総裁
- 高橋和雄 - 元山形県知事、元山形県副知事
- 黒田了一 - 元大阪府知事、元大阪市立大学教授
- 小林眞 - 八戸市長、元総務省財務調査官
- 相原正明 - 元奥州市長、元岩手県企業局長
- 森谷俊雄 - 河北町長、元モンテディオ山形社長
- 村椿晃 - 魚津市長、元富山県生活環境文化部長
- 原田英之 - 袋井市長、元静岡県健康福祉部長
- 印泰植 - 元大韓民国財務部長官、元東亜建設社長
- 李海翼 - 元大韓民国農林部長官、元京畿道知事

### 行政
- 松林博己 - 元内閣府北方対策本部審議官、元日本学術会議事務局次長
- 宮坂祐介 - 内閣府政策統括官、元内閣官房内閣審議官
- 山本鎮彦 - 元警察庁長官、元駐ベルギー大使
- 広岡謙二 - 元警視総監、元石川県知事
- 加藤達也 - 元愛知県警察本部長、元警察庁外事情報部長、ジェイ・エス・エス社長
- 及川昭伍 - 元経済企画庁総合計画局長、元国民生活センター理事長
- 日野正晴 - 元金融庁長官、元法務省検察官・公証人特別任用等審査会会長、投資と学習を普及・推進する会理事長
- 鈴木康雄 - 元総務事務次官、元日本郵政社長代行
- 戸塚誠 - 元総務審議官、元総務省大臣官房長、元総務省行政不服審査会会長代理
- 関有一 - 元総務省行政評価局長、元消防庁審議官、中央大学教授
- 砂子田隆 - 元消防庁長官、元地方職員共済組合理事長、元全国知事会事務総長
- 稲見敏夫 - 元法務省入国管理局長、元法務省大臣官房審議官
- 畠山学 - 元法務省東京入国管理局長、元法務省西日本入国管理センター所長
- 土屋隼 - 元駐ギリシャ大使、元駐フィリピン大使、元外務省欧米局長
- 蒲原正義 - 元駐カザフスタン大使、元法務省大阪入国管理局長
- 石垣泰司 - 元駐フィンランド大使、元外務省参与
- 北爪由紀夫 - 元駐カタール大使、元特許庁総務部長、工業所有権電子情報化センター理事長
- 白間竜一郎 - 文部科学省私学部長、元文部科学省大臣官房審議官
- 川村恒明 - 元文化庁長官、元国立科学博物館館長、元日本育英会理事長
- 宮崎太一 - 元厚生事務次官、元引揚援護庁長官、元社会保険診療報酬支払基金理事長
- 堀井奈津子 - 厚生労働省雇用環境・均等局長、元愛知県副知事、元名古屋フィルハーモニー交響楽団副理事長
- 石川準吉 - 元農林省総務局長、元参議院議員
- 四日市正俊 - 農林水産省大臣官房審議官、元国土地理院総務部長
- 百足芳徳 - 元林野庁関東森林管理局長、元農林漁業信用基金理事
- 中村達朗 - 元国土交通省航空・鉄道事故調査委員会事務局長、元空港環境整備協会理事長、元日本旅行業協会理事長
- 山本弘一郎 - 国土交通省都市鉄道課係長、政策グランプリ最優秀賞
- 奥主喜美 - 環境省参与、元環境省総合環境政策局長兼環境調査研修所長
- 夏目晴雄 - 元防衛事務次官、元防衛大学校長
- 守屋武昌 - 元防衛事務次官、山田洋行事件で懲役
- 菅原隆拓 - 防衛省人事教育局長、元統合幕僚監部総括官
- 寺島泰三 - 元統合幕僚会議議長、元陸上幕僚長
- 高橋俊英 - 元公正取引委員会委員長、元住宅金融公庫副総裁
- 有賀美智子 - 元公正取引委員会委員、元国民生活センター会長、元仙台法経専門学校副校長
- 厚谷襄児 - 元公正取引委員会事務局長、北海道大学名誉教授
- 古屋浩明 - 人事官、元人事院事務総長
- 鈴木隆夫 - 元衆議院事務総長、元国立国会図書館長
- 河端章好 - 元宮城県副知事、元公立大学法人宮城大学副理事長、宮城県立美術館長
- 佐野好昭 - 元宮城県副知事、公立大学法人宮城大学副理事長、ベガルタ仙台取締役
- 三木與志夫 - 元東京都副知事、元東京都競馬社長、元東京都住宅供給公社理事長
- 津島隆一 - 元東京都港湾局長、元新銀行東京代表執行役
- 岡田至 - 元東京都中央卸売市場長、元東京都歴史文化財団副理事長
- 柏崎誠 - 元横浜市副市長、元港北区長、横浜市信用保証協会会長
- 吉林章仁 - 静岡県副知事、元静岡県知事戦略監
- 加藤慎也 - 元愛知県副知事、元愛知県公文書館長、名古屋競馬社長
- 工藤敏夫 - 元広島大学理事・副学長、元木更津工業高等専門学校長、杉並学院高等学校長
- 堤芳夫 - 元農林漁業信用基金理事長、元農中情報システム社長
- 菅原希 - 総務省行政評価局長[9]
- 菅家秀人 - 農林水産省東北農政局長[10]

### 法曹
- 池上政幸 - 元最高裁判所判事、元大阪高等検察庁検事長、元法務省大臣官房長
- 菅野博之 - 最高裁判所判事、元大阪高等裁判所長官、元最高裁判所調査官
- 渡邉惠理子 - 最高裁判所判事、元慶應義塾大学教授、元長島・大野・常松法律事務所パートナー
- 大内捷司 - 元札幌高等裁判所長官、元名古屋高等裁判所部総括判事、元公害等調整委員会委員長
- 千葉和郎 - 元名古屋高等裁判所長官、元最高裁判所事務総局刑事局長
- 田村幸一 - 元高松高等裁判所長官、元東京家庭裁判所長、総務省電気通信事業紛争処理委員会委員長
- 秋葉康弘 - 元高松高等裁判所長官、元東京高等裁判所部総括判事、元仙台高等裁判所事務局長、中央大学教授
- 小林昭彦 - 元福岡高等裁判所長官、元東京高等裁判所部総括判事、総務省情報公開・個人情報保護審査会会長
- 石井彦壽 - 元仙台高等裁判所部総括判事、元仙台地方裁判所長、元最高裁判所調査官、東北大名誉教授
- 守屋克彦 - 元仙台高等裁判所秋田支部長、菊田クリミノロジー賞
- 潮見直之 - 仙台高等裁判所秋田支部長、元福島地方裁判所部総括判事
- 大内俊身 - 元東京高等裁判所部総括判事、元最高裁判所上席調査官、元法務省民事局参事官
- 奥山興悦 - 元東京高等裁判所部総括判事、元最高裁判所家庭裁判所調査官研修所長
- 梅津和宏 - 元東京高等裁判所部総括判事、元札幌地方裁判所長、元法務省大阪法務局長
- 佐久間邦夫 - 元東京高等裁判所部総括判事、元最高裁判所調査官、元最高裁判所事務総局制度調査室長
- 高橋利文 - 元東京高等裁判所部総括判事、元最高裁判所事務総局総務局長、元最高裁判所上席調査官
- 前田順司 - 元東京高等裁判所部総括判事、元神戸地方裁判所長
- 長門栄吉 - 元名古屋高等裁判所部総括判事、元福井地方裁判所長
- 池田光宏 - 大阪高等裁判所部総括判事、元松山家庭裁判所長、元最高裁判所事務総局家庭局付
- 佐藤道夫 - 元札幌高等検察庁検事長、元参議院議員
- 松井巌 - 元福岡高等検察庁検事長、元最高検察庁刑事部長
- 東弘 - 元さいたま地方検察庁検事正、元札幌地方検察庁検事正
- 李太熙 - 元大韓民国検察総長
- 久保井一匡 - 弁護士、元日本弁護士連合会会長、元日本弁護士政治連盟理事長
- 荒中 - 弁護士、日本弁護士連合会会長、元日本弁護士連合会事務総長、元最高検察庁参与
- 竹内洋 - 弁護士、元日本弁護士連合会副会長、元第一東京弁護士会会長、元三菱電機取締役、元ブリヂストン監査役
- 青木正芳 - 弁護士、元日本弁護士連合会副会長、元東北弁護士会連合会会長
- 小池達哉 - 弁護士、日本弁護士連合会副会長、元福島県弁護士会会長
- 鹿野琢見 - 弁護士、弥生美術館及び竹久夢二美術館創設者・元理事長、元東京第二弁護士会副会長
- 中村和雄 - 弁護士、元京都弁護士会副会長
- 秋元理匡 - 弁護士
- 清水勉 - 弁護士、明るい警察を実現する全国ネットワーク代表
- 高橋勝夫 - 弁護士、仙台弁護士会会長
- 亀田紳一郎 - 弁護士、日本弁護士連合会副会長、元仙台弁護士会会長
- 浅井耀介 - 弁護士

### 経済
- 明間輝行 - 元東北電力社長、元東北経済連合会会長、元仙台フィルハーモニー管弦楽団理事長
- 粟野学 -  じもとホールディングス社長、きらやか銀行頭取
- 安斎隆 - 元セブン銀行社長、元日本長期信用銀行頭取、元日本銀行理事
- 飯塚毅 - TKC創業者・元社長、TKC全国会名誉会長、日本会計研究学会太田賞
- 池田輝彦 - 元みずほ信託銀行社長、元信託協会会長
- 池田憲人 - ゆうちょ銀行社長、元足利銀行頭取
- 石原俊 - 元日産自動車社長、元経済同友会代表幹事、元日本自動車工業会会長
- 一力一夫 - 元東北放送社長、元河北新報社社長、元日本相撲協会横綱審議委員会委員長
- 井上正忠 - 元京王帝都電鉄（現京王電鉄）社長、元大日本帝国陸軍司政官
- 井畑明男 - 元青森銀行頭取、元青森県経営者協会会長
- 今村正樹 - 偕成社社長、出版梓会理事長
- 岩渕徹 - 元徳間書店社長
- 大田勝幸 - ENEOSホールディングス社長、ENEOS社長
- 海輪誠 - 元東北電力社長、元東北経済連合会会長
- 葛西清美 - 元みちのく銀行頭取
- 加藤好文 - 京阪ホールディングス社長兼京阪電気鉄道会長、元日本民営鉄道協会副会長、元クラブ関西理事長
- 可知照生 - 元ジェイアール東海商事社長、元静岡ターミナルホテル社長
- 北澤博 - 元長野大学学長、元三菱総合研究所常務
- 工藤健 - 元セブン-イレブン・ジャパン社長
- 熊本昌弘 - 元神戸製鋼所社長、元日本建設機械工業会会長
- 小谷昌 - 元京浜急行電鉄社長、横浜新都市センター社長、元日本民営鉄道協会会長
- 兒島伊佐美 - 元日本原燃社長、元東京電力副社長、元電気事業連合会副会長
- 後藤亘 - 東京メトロポリタンテレビジョン会長、エフエム東京会長
- 斎藤脩 - 元JFEエンジニアリング社長
- 佐々木晨二 - 元J-オイルミルズ社長、元日本植物油協会会長
- 佐々木正 - 元日本原燃社長
- 佐竹勤 - 元ユアテック社長、元東北電力副社長
- 杉谷利昭 - 元北日本銀行頭取
- 清野智 - 元JR東日本社長、元国際鉄道連合会長、国際観光振興機構理事長
- 芹沢守利 - 元京浜急行電鉄社長、元日本民営鉄道協会会長
- 大道寺小三郎 - 元みちのく銀行頭取
- 髙野茂德 - 元第一フロンティア生命社長、元第一生命情報システム会長
- 高橋宏明 - 元東北電力社長、日本電気協会会長、元東北経済連合会会長、元東北観光推進機構会長
- 竹部幸夫 - 元三井物産副社長、元日本鉄鋼連盟副会長、元ジャカルタ・ジャパンクラブ理事長、国家公安委員会委員
- 辻裕一 - 日東紡績社長、元日本紡績協会会長
- 中川弘靖 - デンソーウェーブ社長、技術経営・イノベーション賞内閣総理大臣賞
- 中原秀人 - 元三菱商事副社長、元日本ウズベキスタン経済委員会会長、元日本カザフスタン経済委員会会長
- 早川恒雄 - 元千葉銀行頭取、元全国地方銀行協会副会長
- 原田一之 - 京浜急行電鉄社長、日本民営鉄道協会会長、日本観光振興協会副会長
- 藤森鉄雄 - 元東京メトロポリタンテレビジョン社長、元東京商工会議所副会頭
- 三浦章 - 元パンパシフィック・カッパー社長、元JX金属副社長、元硫酸協会会長
- 本山剛 - 元秋田あけぼの銀行頭取
- 山脇秀夫 - 元ミライアル社長
- 吉田安幸 - 元旭化成メディカル社長、元日本医療器材工業会会長

### 研究
- 赤坂正浩 - 憲法、神戸大学名誉教授、元法務省司法試験考査委員
- 阿部純二 - 刑法、東北大学名誉教授
- 筏津安恕 - 法思想史、元名古屋大学教授
- 池上岳彦 - 財政学、立教大学副総長、日本財政学会代表理事、東京都税制調査会会長、東京市政調査会藤田賞
- 生熊長幸 - 民法、立命館大学教授
- 稲葉馨 - 行政法、東北大学名誉教授
- 猪股弘貴 - 憲法、明治大学名誉教授
- 植松正 - 刑法、一橋大学名誉教授、紫綬褒章、NHK放送文化賞
- 大石眞 - 憲法、京都大学名誉教授、元法務省司法試験考査委員
- 大内孝 - 西洋法制史、東北大学教授、天野和夫賞
- 大竹秀男 - 日本法制史、神戸大学名誉教授
- 大貫裕之 - 行政法、中央大学副学長、法科大学院協会理事長、法務省司法試験委員会幹事
- 岡本勝 - 刑法、東北大学名誉教授、宮城県芸術祭賞
- 尾吹善人 - 憲法、千葉大学名誉教授
- 金澤真理 - 刑事法、大阪市立大学教授
- 神橋一彦 - 行政法、立教大学教授
- 菅野喜八郎 - 憲法、東北大学名誉教授
- 木村邦博 - 社会学、東北大学教授
- 呉煜宗 - 憲法、世新大学教授
- 黒崎輝 - 国際政治学、福島大学准教授、サントリー学芸賞
- 小室直人 - 民事訴訟法、大阪市立大学名誉教授
- 小山貞夫 - 西洋法制史、元東北大学副総長、文化功労者、日本学士院会員
- 斉藤武 - 商法、立命館大学名誉教授
- 斎藤秀夫 - 民事訴訟法、東北大学名誉教授、元日本学術会議会員
- 佐藤岩夫 - 法社会学、東京大学名誉教授、日本法社会学会理事長
- 實方正雄 - 商法、大阪市立大学名誉教授、元小樽商科大学学長
- 東海林邦彦 - 民法、北海道大学名誉教授
- 新川敏光 - 政治学、京都大学名誉教授、元日本比較政治学会会長
- 菅原郁夫 - 法心理学、早稲田大学教授
- 杉原高嶺 - 国際法、京都大学名誉教授、日本学士院賞
- 須藤祐孝 - 政治学、愛知大学名誉教授、ピーコ・デッラ・ミランドラ賞、松永記念財団学術奨励賞
- 島津一郎 - 家族法、一橋大学名誉教授、元日本家族〈社会と法〉学会理事長、元国際家族法学会副会長
- 高城和義 - 社会学、元東北大学教授
- 田中菊次 - 経済学、東北大学名誉教授
- 千葉正士 - 法哲学、東京都立大学名誉教授、元日本法社会学会理事長
- 津軽石昭彦 - 行政学、関東学院大学教授
- 富田容甫 - 政治学、元北海道大学教授
- 中川善之助 - 家族法、東北大学名誉教授、元金沢大学学長、元日本学士院会員
- 中西嘉宏 - 政治学、京都大学准教授、サントリー学芸賞
- 長谷川晃 - 法哲学、北海道大学副学長、元ウェールズ大学客員教授
- 花村治郎 - 民事訴訟法、千葉大学名誉教授
- 林信夫 - 西洋法制史、元京都大学副学長、エア・ウォーター監査役
- 林屋礼二 - 民事訴訟法、東北大学名誉教授、元日本学術会議会員
- 春木猛 - 国際政治学、元青山学院大学教授
- 樋口陽一 - 憲法、東京大学名誉教授、東北大学名誉教授、元日本公法学会理事長、日本学士院会員、日本学士院賞
- 保原喜志夫 - 労働法、北海道大学名誉教授
- 本間謙二 - 哲学、元北海道教育大学学長
- 丸山絵美子 - 民法、慶應義塾大学教授、津谷裕貴・消費者法学術実践賞学術賞
- 森泉章 - 民法、青山学院大学名誉教授
- 柳明昌 - 商法、慶應義塾大学教授
- 山口浩一郎 - 労働法、上智大学名誉教授、元厚生労働省中央労働委員会会長
- 山崎敏彦 - 民法、青山学院大学教授、元法務省司法試験考査委員
- 山田文 - 民事訴訟法、京都大学教授、日本電産監査役
- 山野目章夫 - 民法、早稲田大学教授、元法務省司法試験考査委員
- 山畠正男 - 家族法、北海道大学名誉教授、元北海道労働審議会会長
- 山本豊 - 民法、京都大学名誉教授、元経済産業省消費経済審議会会長、日本クレジット協会会長
- 渡部美由紀 - 民事訴訟法、早稲田大学教授、元名古屋大学副総長、元東海国立大学機構機構長補佐
- 渡邉康行 - 憲法、一橋大学名誉教授
- 亘理格 - 行政法、中央大学教授、北海道大学名誉教授

### 文学
- 島木健作 - 小説家、代表的な転向文学作家、『生活の探求』等
- 津本陽 - 小説家、紫綬褒章、直木賞、菊池寛賞、吉川英治文学賞
- 伊坂幸太郎 - 小説家、直木賞、本屋大賞、日本推理作家協会賞、吉川英治文学新人賞
- 白井智之 - 推理作家、本格ミステリ・ベスト10入賞、このミステリーがすごい!入賞
- 三沢陽一 - 小説家、アガサ・クリスティー賞
- 菅野奈津 - 小説家、日本ミステリー文学大賞新人賞佳作
- 五十嵐律人 - 小説家、弁護士、メフィスト賞
- 平野純 - 小説家、文藝賞
- 福田蓼汀 - 俳人、登山家、元俳人協会副会長、蛇笏賞

### メディア・作家・芸能・その他
- 日垣隆 - ノンフィクションライター、新潮ドキュメント賞、文藝春秋読者賞
- 五島勉 - 作家、ルポライター、日本トンデモ本大賞特別功労賞
- わぐりたかし - 放送作家、語源ハンター
- 須崎勝彌 - 脚本家、日本シナリオ作家協会シナリオ功労賞
- 近藤敏之 - 元NHK チーフ・アナウンサー
- 三上弥 - NHK シニア・アナウンサー
- 三上ちさこ - シンガーソングライター、元fra-foaボーカル
- 石川皓也 - 作曲家、編曲家
- 高野達男 - 三菱樹脂事件原告、元ヒシテック社長
- 野田秀 - 東京フリー・メソジスト教会牧師
- 三谷信 - 三島由紀夫の親友で『仮面の告白』草野のモデル、元興和不動産監査役

## 博士号取得者
- 川井健 - 民法、第11代一橋大学学長
- 外尾健一 - 労働法、東北大学名誉教授、元日本労働法学会代表理事
- 山本草二 - 国際法、東北大学名誉教授、元国際海洋法裁判所裁判官